# La radio de Darwin
La radio de Darwin es una novela de ciencia ficción del escritor estadounidense Greg Bear ganadora de un premio Nébula, un premio Endeavor y nominada a un premio Hugo. El libro, al igual que Música en la sangre, está orientada a la investigación del código genético humano y la biología vista desde la ciencia ficción. La radio de Darwin es seguida por Los niños de Darwin, ambos son parte de la Serie Darwin.

## Resumen
La radio de Darwin cuenta la historia de la evolución humana y como un virus puede causar cambios en las diferentes especies, desde el punto de vista de los principales personajes del libro. La historia comienza con el descubrimiento de momias neandertales en los Alpes, misteriosas fosas comunes con cadáveres en Georgia y la propagación de un virus causante de masivos abortos en los Estados Unidos. La bióloga Kaye Lang junto al epidemiólogo, Christopher Dicken y el antropólogo Mitch Rafelson, investigan un componente de nuestros genes que puede determinar el futuro de la especie humana.